# Amorphophallus titanum
El aro gigante (Amorphophallus titanum, del latín 'falo amorfo titánico') es una planta herbácea, tuberosa de gran tamaño que produce una inflorescencia en espádice llamada a veces «la flor más fea del mundo». 
Esta especie es originaria de las selvas tropicales de Sumatra (Indonesia), y además de su extraordinario tamaño, posee otra característica que la hace única: desprende un fétido olor a carne podrida, lo que impide estar cerca de ella por mucho tiempo. Por esta razón se la ha denominado «flor cadáver» (en indonesio bunga bangkai). La función de este desagradable aroma es la de atraer insectos polinizadores para que se encarguen del intercambio de polen necesario para su reproducción; atrae moscas que buscan cadáveres en los que depositan sus huevos, de los que saldrán luego larvas saprófagas.

## Características

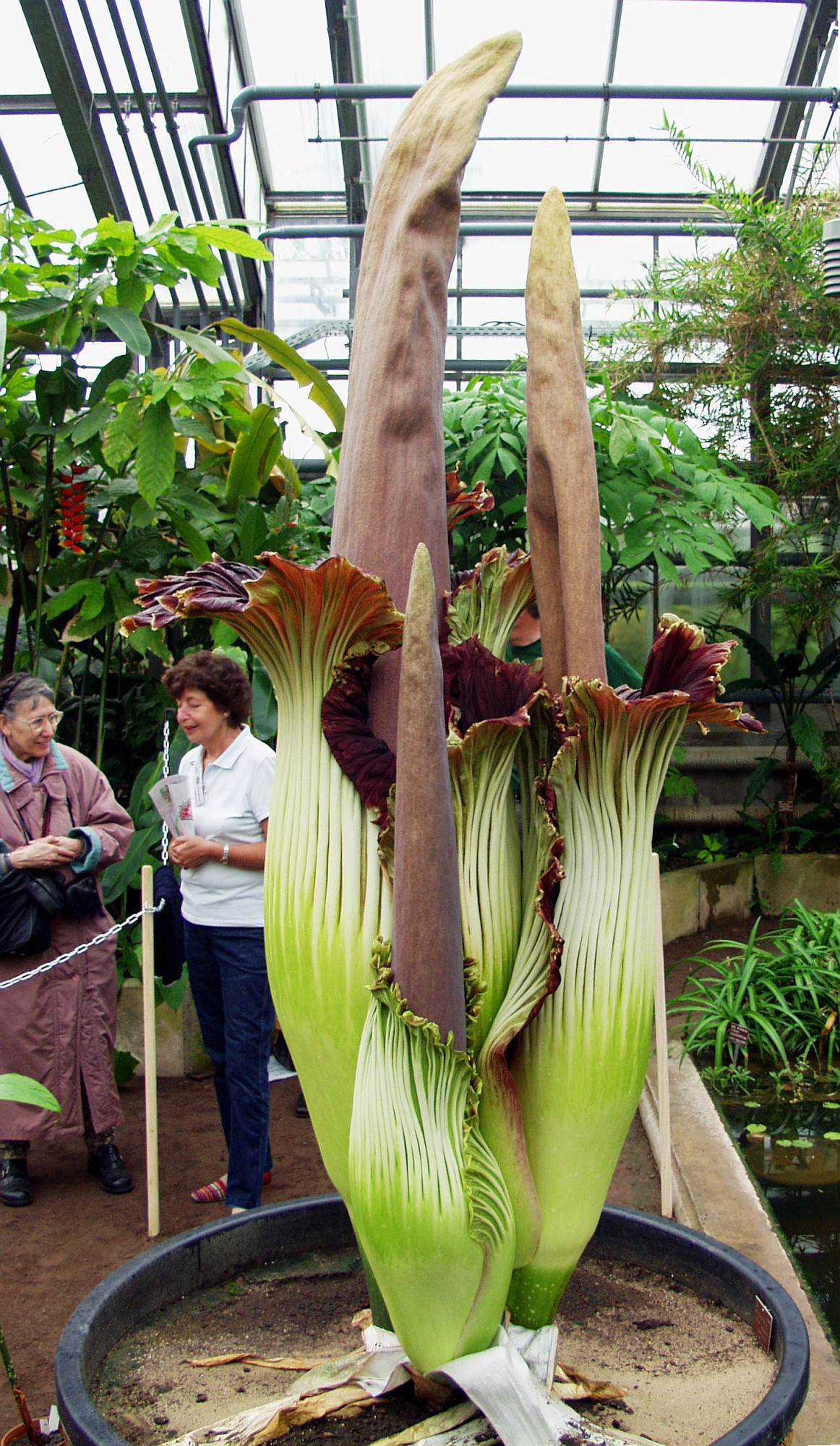
Amorphophallus titanum con 3 flores.

A. titanum es una planta que puede superar los 3 m de altura. Tiene un tubérculo superficial, del cual brota un único tallo de hasta 1 m de largo, que a su vez presenta una única hoja y un pedúnculo floral. Su floración es un acontecimiento, pues sólo lo hace tres o cuatro veces en los cuarenta años que suele vivir la planta. Una vez que comienza a aparecer la inflorescencia, crece a un ritmo de 10 cm al día hasta alcanzar un promedio de 2,50 m de altura, aproximadamente 1 m de diámetro y un peso de 75 kg. Después de esto, la flor sólo vive durante tres días.
Las flores forman una inflorescencia en forma de espádice, protegida por una espata (una bráctea acanalada, oval o elongada, de gran tamaño), verde por fuera y rojo intenso por dentro, que se abre al madurar formando una estructura acampanada en la base de la inflorescencia. La espádice es de color amarillo pálido, con las flores femeninas —reducidas a un pistilo— en la zona inferior y las masculinas en la superior; el ápice de la misma está compuesto por flores estériles, llamadas 'estaminoides'. Evitando la autopolinización, las flores masculinas se abren un día más tarde que las femeninas. Crecen preferentemente sobre tierras alborotadas, como bosques primarios.
La flor polinizada se transforma en una baya roja o amarilla, de forma globosa.
Los mayores especímenes cultivados hasta el momento son los de los jardines botánicos de:
- Jardín Botánico de Meise (Bélgica), mayo de 2024: 3,225 m;
- Bonn (Alemania), mayo de 2003: 2,74 m de altura y 126 kilogramos de peso;
- Wageningen (Holanda), 1932: 2,67 m;
- Bogor (Indonesia): 2,61 m;
- Bonn (Alemania), en 2000: 2,57 m (la misma planta que había dado la flor de 2,74 m);
- Nueva York (EE. UU.), 1937 : 2,57 m;
- Basilea, abril de 2011; 1,93 m;
- Berlín (Alemania), mayo de 2011; 1,99 m.
- Göttingen (Alemania), marzo de 2018; 1,99 m.

Fue descubierta en 1878, en la selva de Sumatra, por el botánico italiano Odoardo Beccari, y el primer ejemplar cultivado se logró en Kew (Reino Unido) en 1889.

### Detalle de la floración

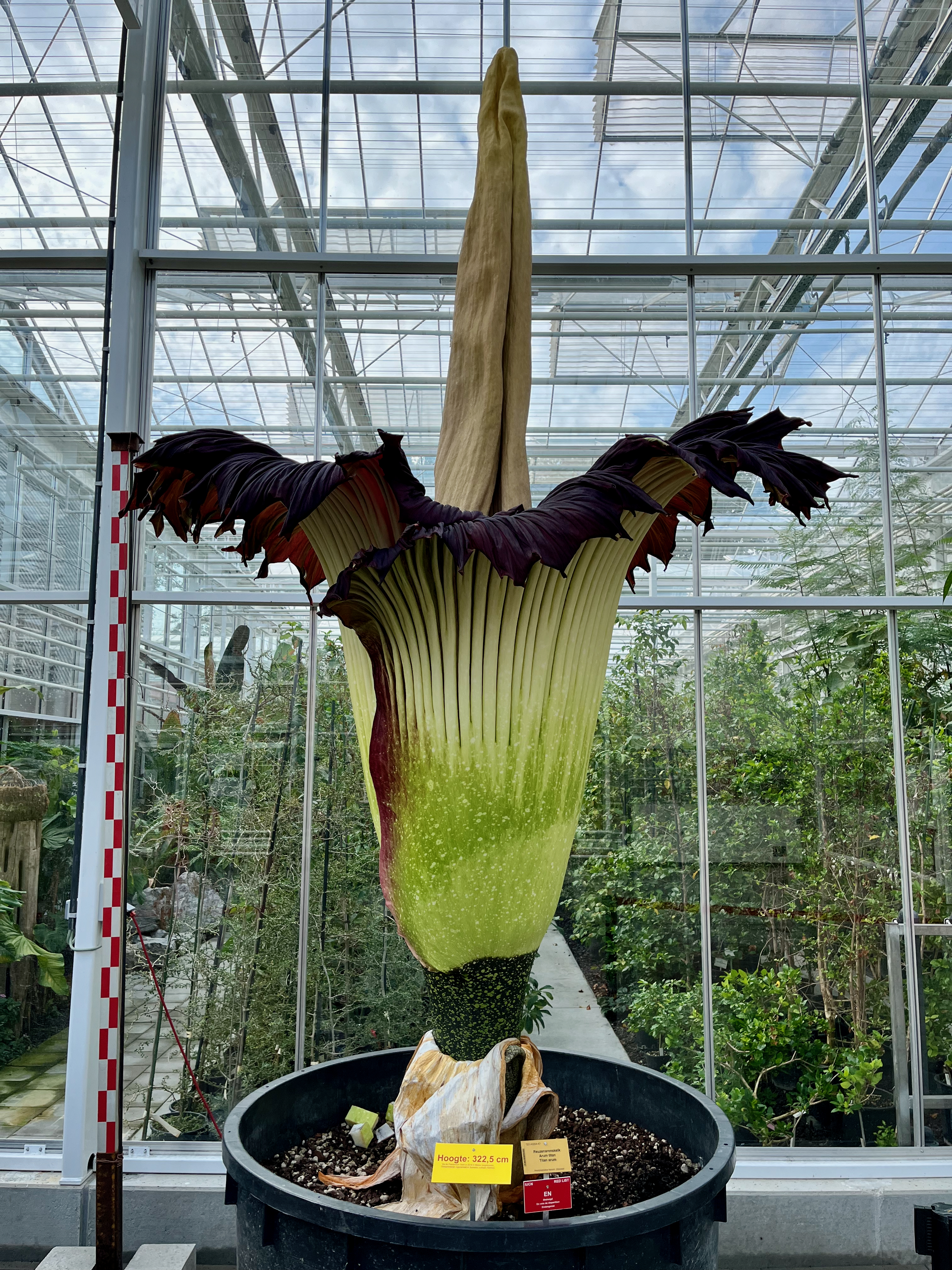
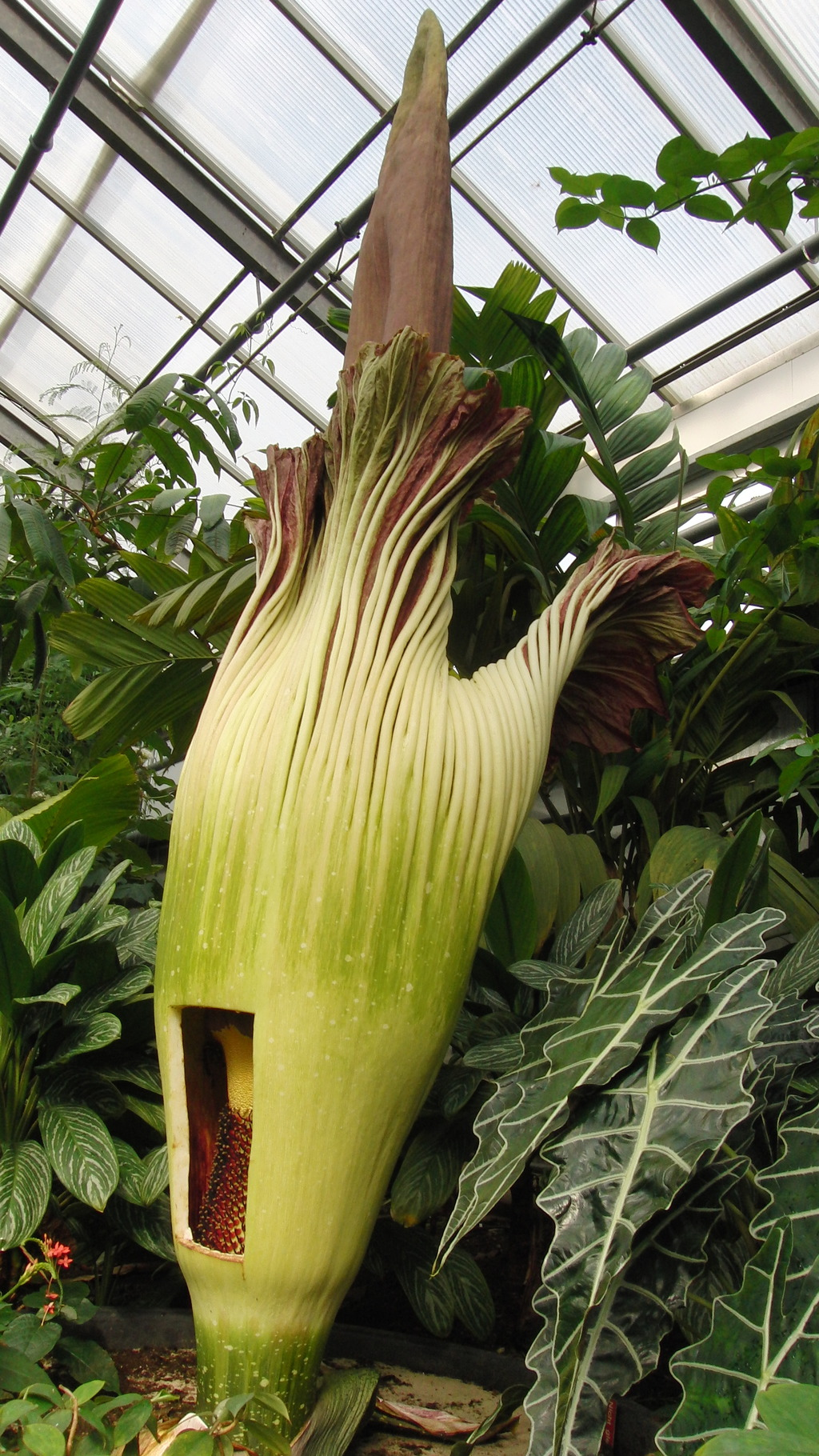
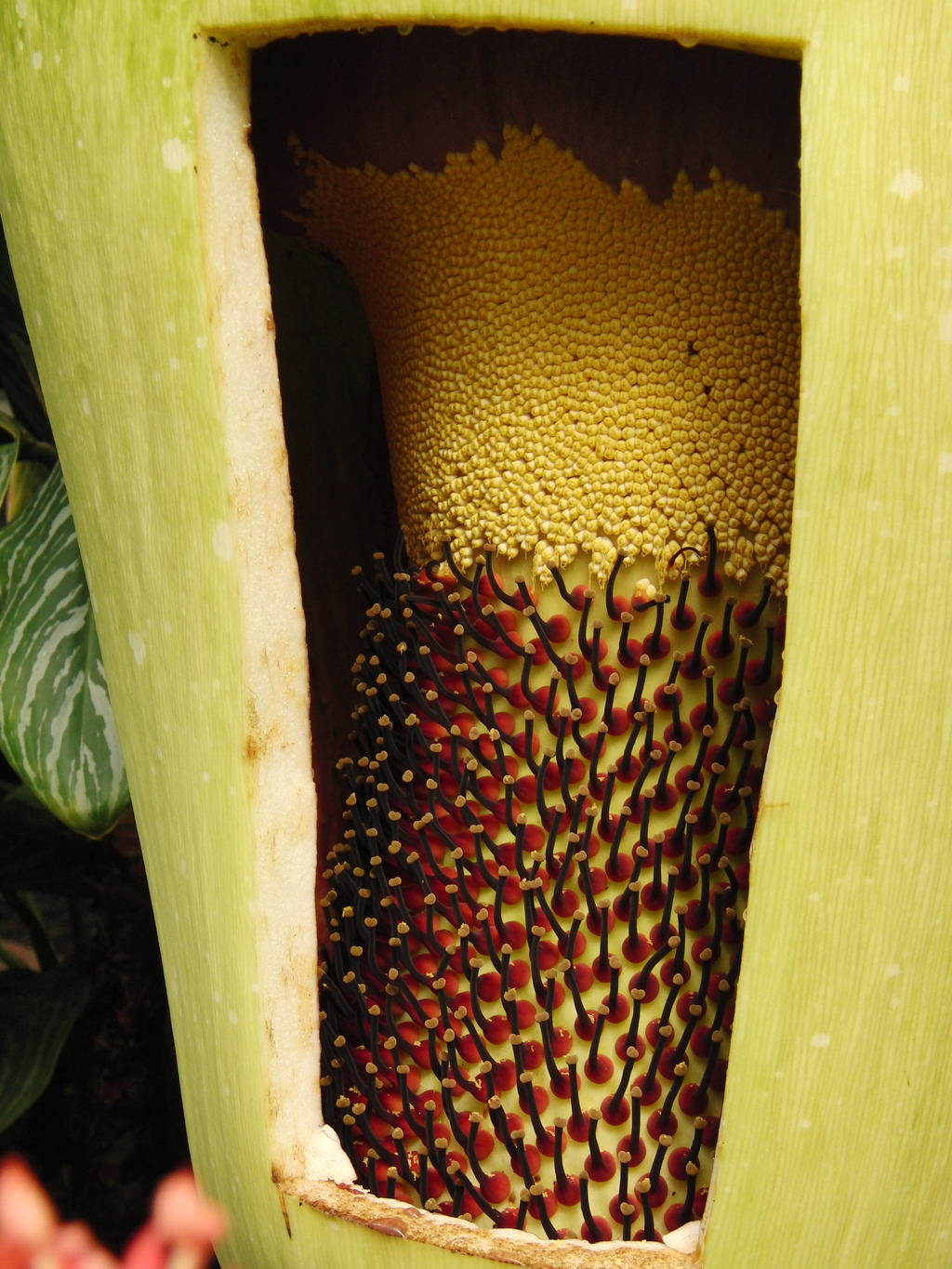
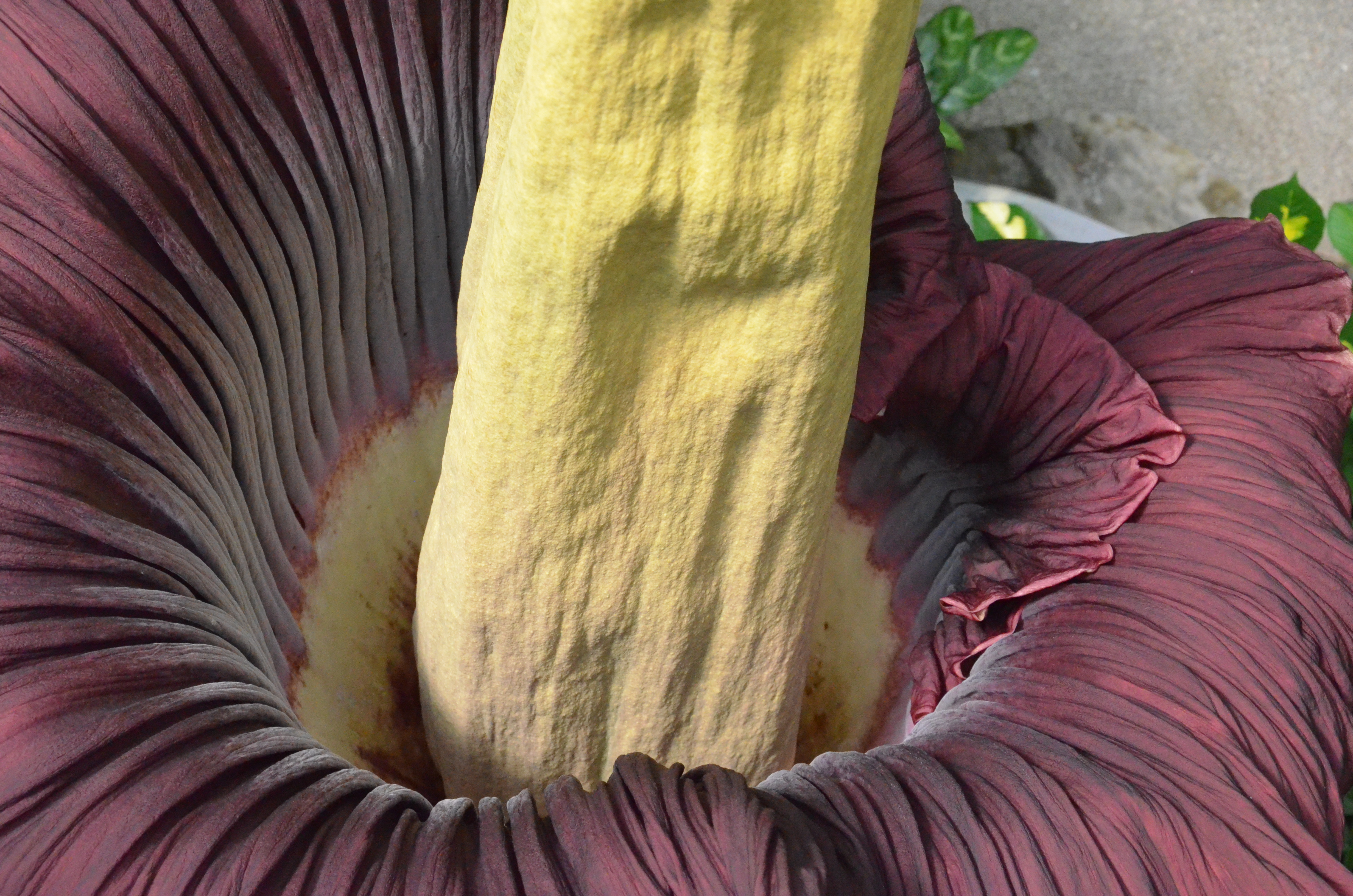
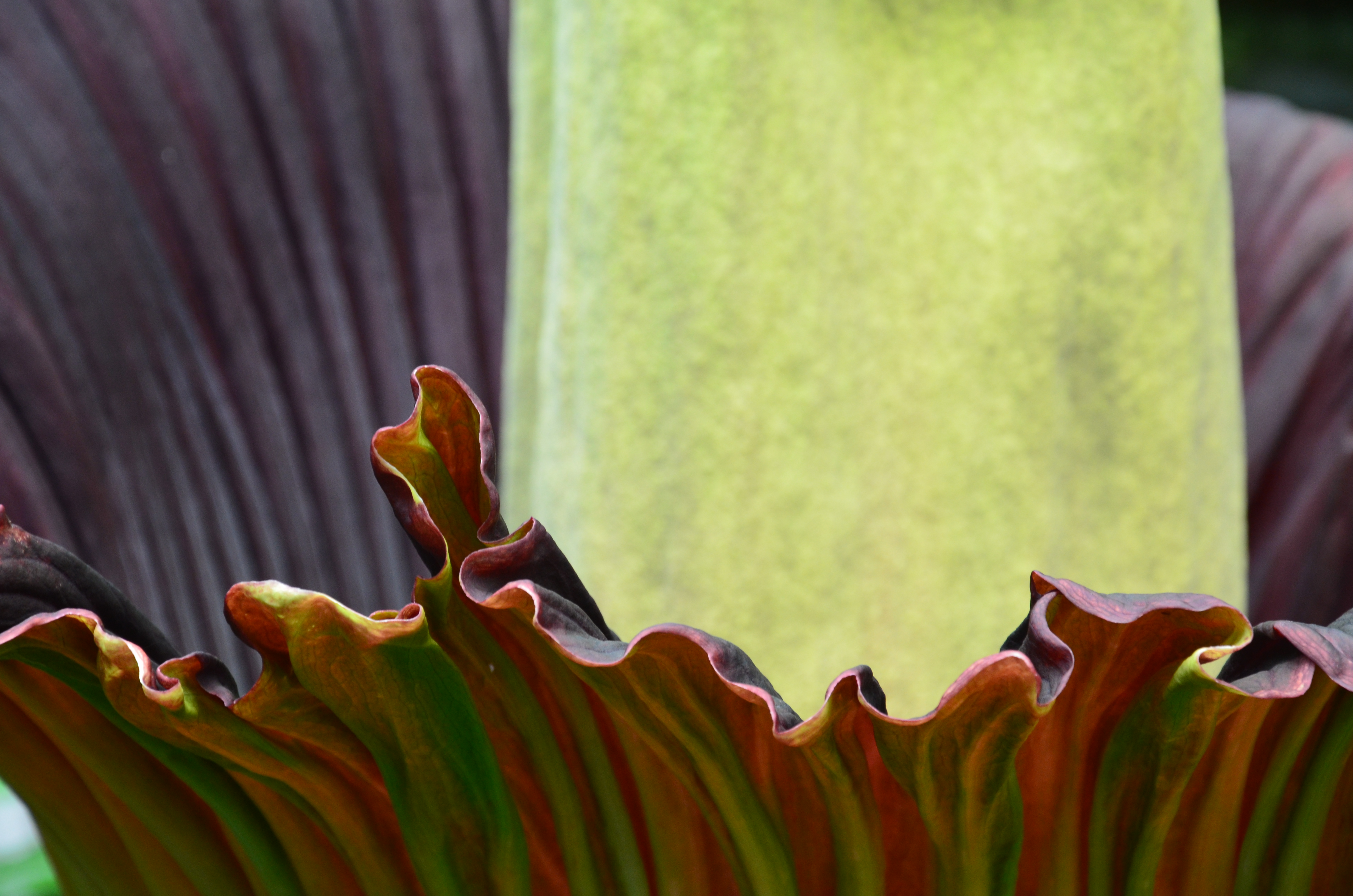
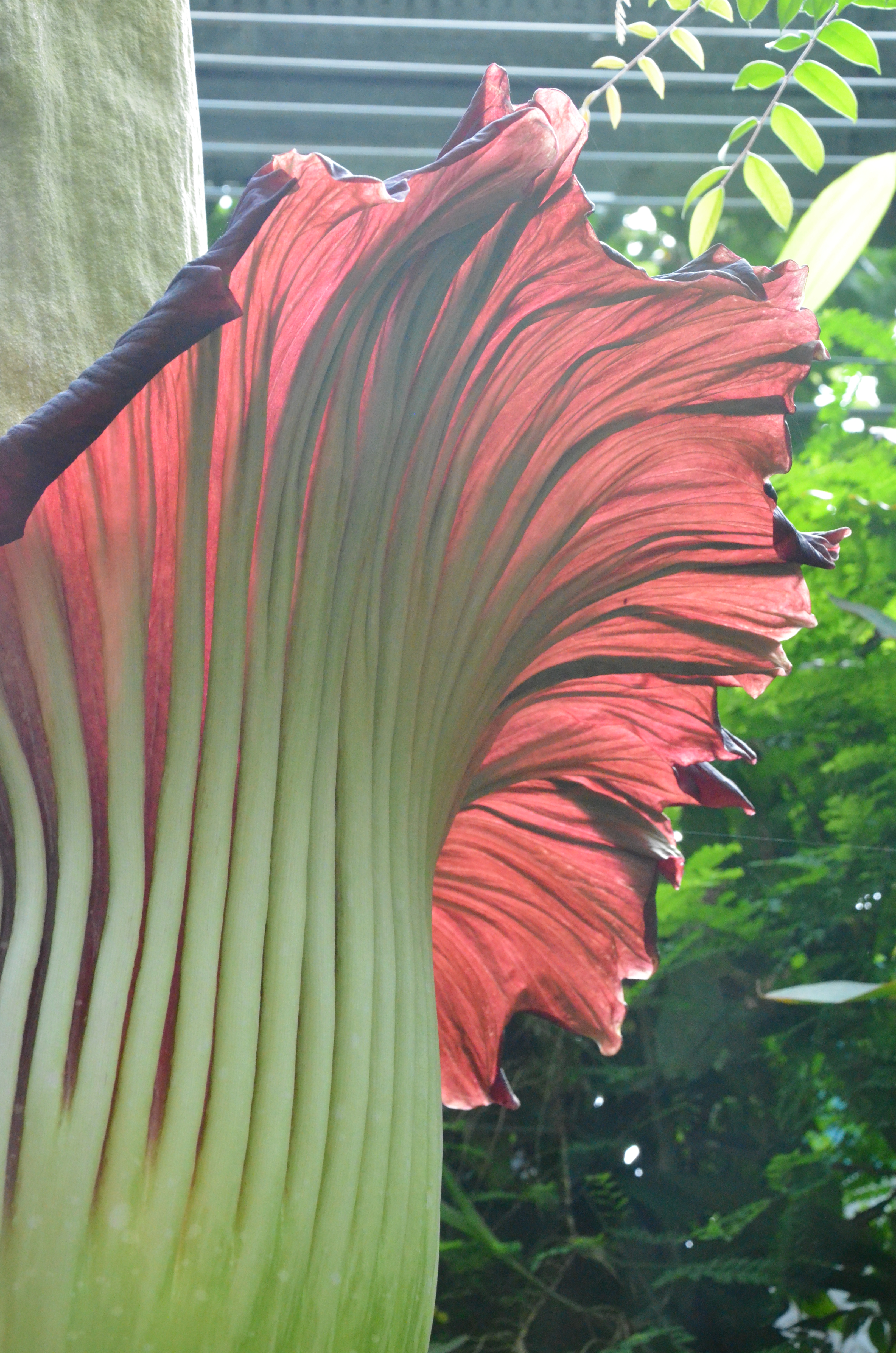
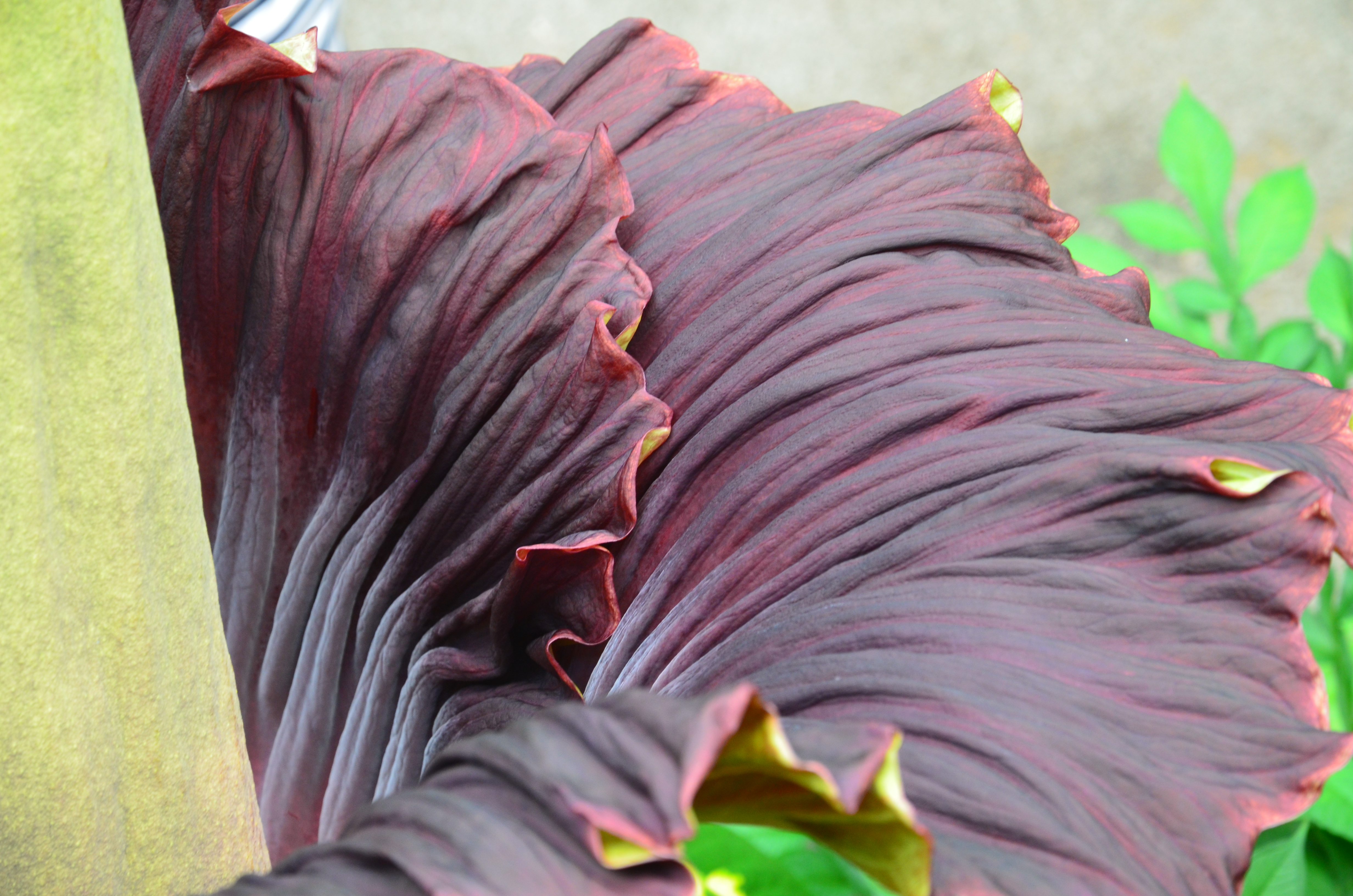
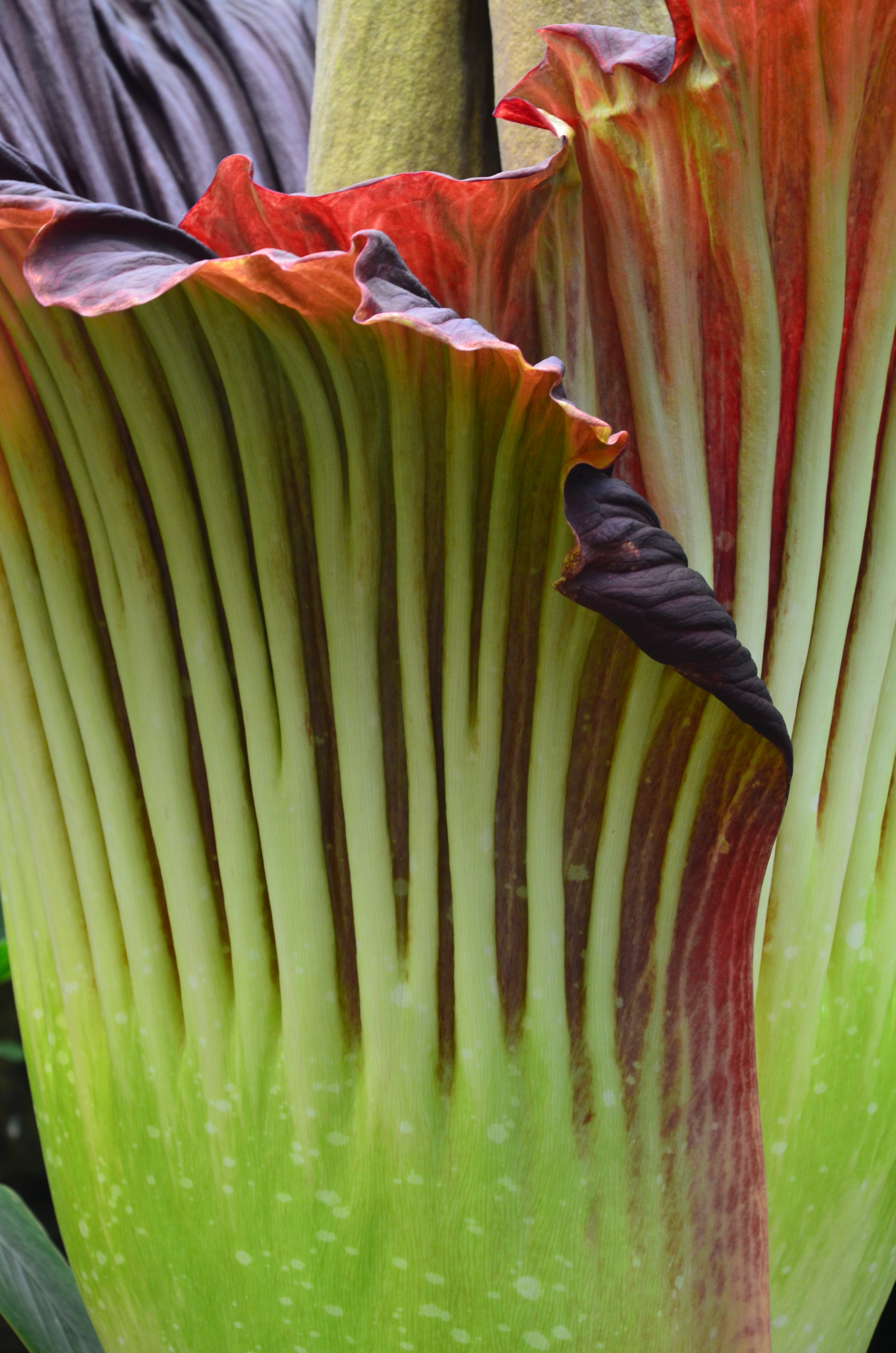
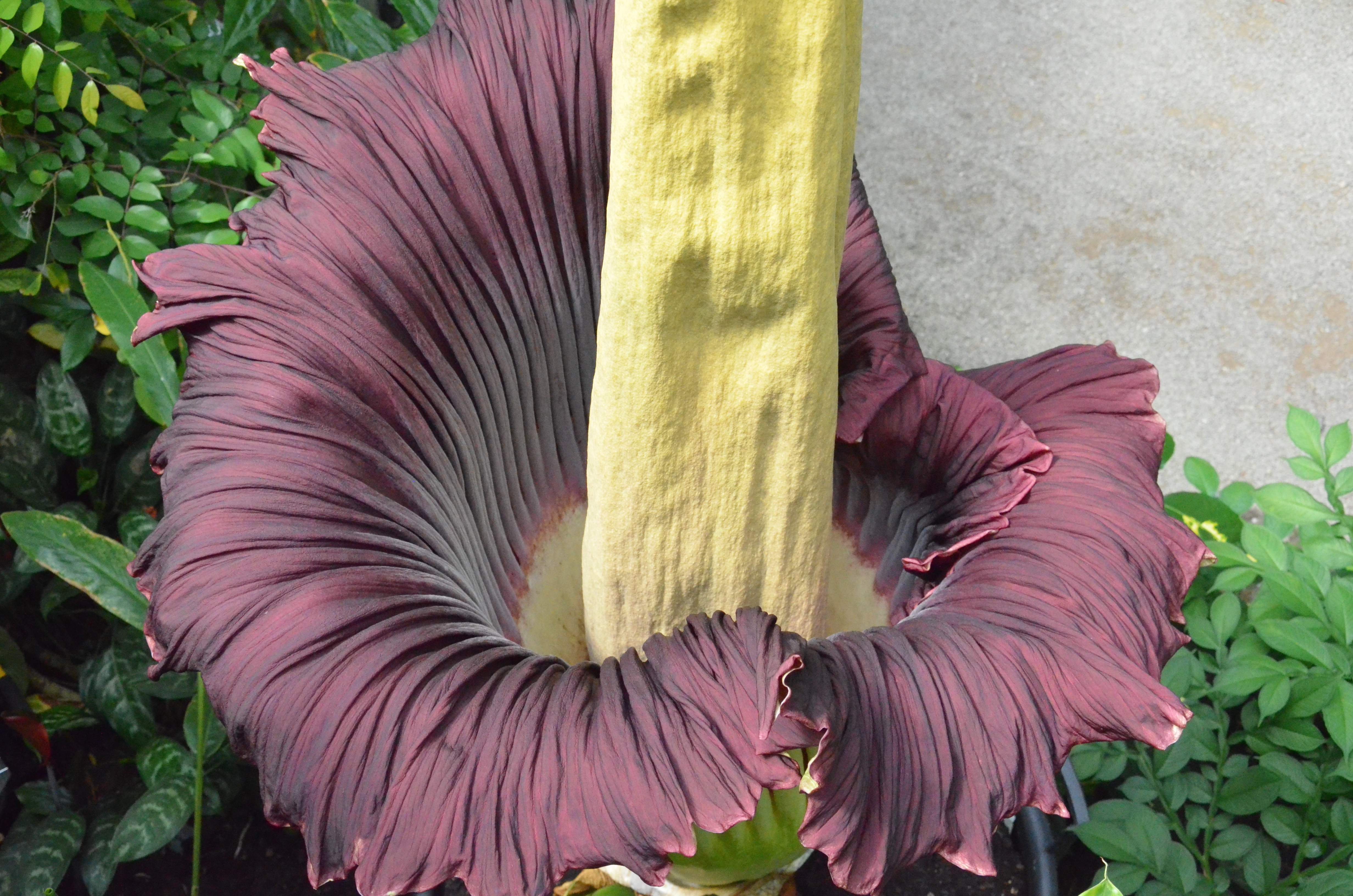
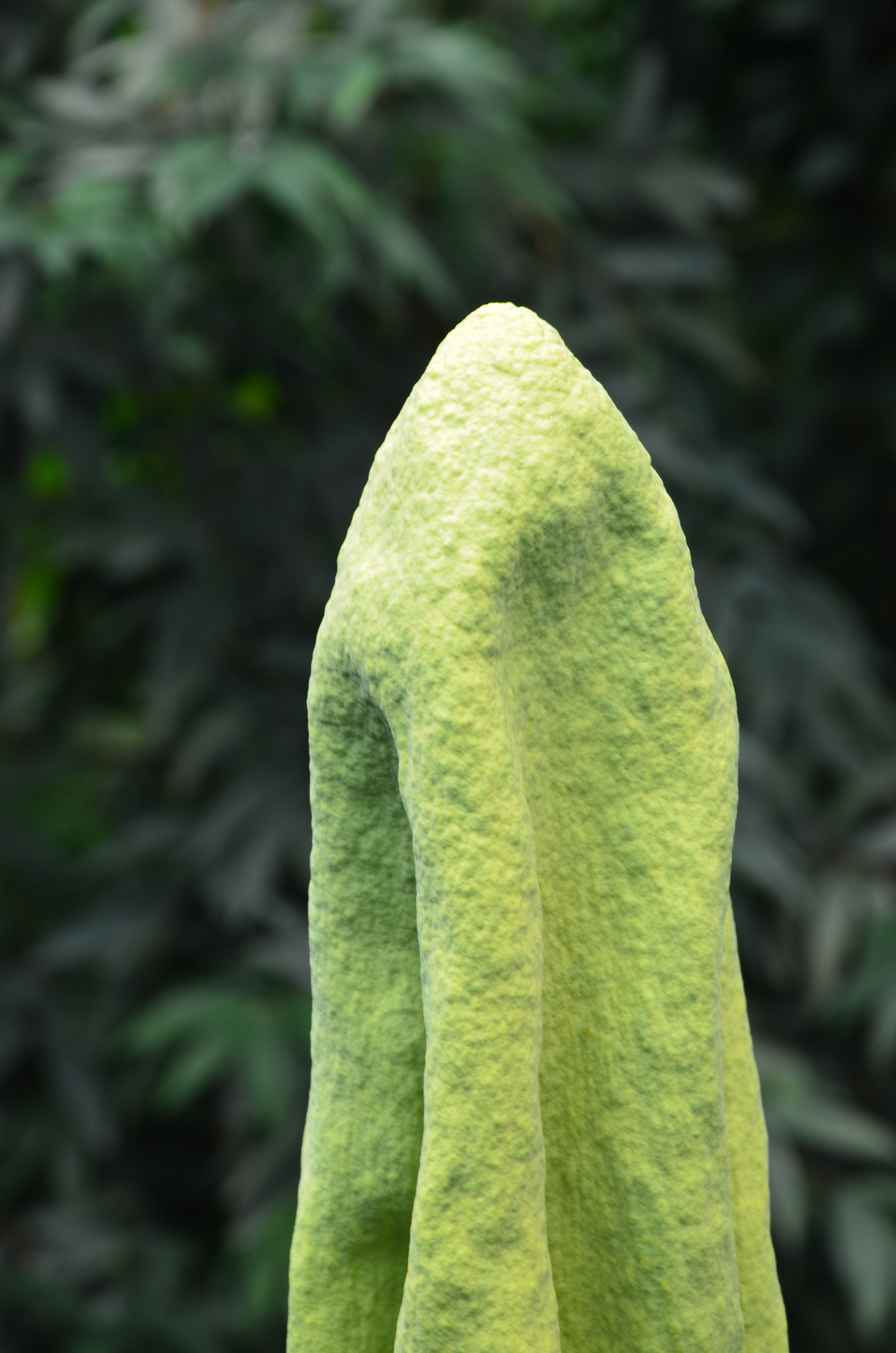

## Flores reportadas
| Lista de las últimas floraciones hechas públicas |                                                                                             |
| Fecha                                            | Lugar                                                                                       |
| 22 de mayo de 2003                               | Jardín Botánico de la Universidad de Bonn, Bonn, Alemania                                   |
| 9 de junio de 2003                               | UC Davis Botanical Conservatory, Universidad de California (Davis), EE. UU.                 |
| 10 de junio de 2003                              | Real Jardín Botánico de Kew, Londres, Inglaterra (la 4ª después de abril de 2002)           |
| 2 de julio de 2003                               | Le Conservatoire Botanique, Brest, Francia                                                  |
| 23 de julio de 2003                              | United States Botanic Garden, Washington D. C., EE. UU.                                     |
| noche de 4 a 5 de agosto de 2004                 | Universidad de Wisconsin-Madison, EE. UU. (su 3.ª después 2001)                             |
| 13 de agosto de 2004                             | UC Davis Botanical Conservatory, Universidad de California (Davis), EE. UU.                 |
| 2 de septiembre de 2004                          | Jardín botánico de la Universidad de Cambridge, Cambridge, Inglaterra                       |
| 7 de octubre de 2004                             | Real Jardín Botánico de Sídney, Sídney, Australia                                           |
| 11 de abril de 2005                              | Proyecto Edén, St. Austell, Reino Unido                                                     |
| 21 de abril de 2005                              | Real Jardín Botánico de Kew, Londres, Inglaterra (su 5ª después de abril de 2002)           |
| 14 de mayo de 2005                               | Jardín Botánico Tropical de Fairchild, (su 5ª después de 1998)                              |
| 30 de mayo de 2005                               | Conservatorio de flores de San Francisco, EE. UU.                                           |
| 9 de junio de 2005                               | Universidad de Wisconsin (Madison), EE. UU. (su 3.ª después de 2001)                        |
| 20 de octubre de 2005                            | Wilhelma, Stuttgart, Alemania                                                               |
| 20 de noviembre de 2005                          | United States Botanic Garden, Washington D. C., EE. UU.                                     |
| 25 de abril de 2009                              | Río Blanco, Veracruz, México                                                                |
| 21 de junio de 2009                              | Jardín Botánico de la Universidad de Leiden, Leiden, Países Bajos                           |
| 22 de julio de 2010                              | Jardín Botánico Jindaiji, Tokio, Japón                                                      |
| 23 de abril de 2011                              | Jardín Botánico de la Universidad de Basilea, Basilea, Suiza                                |
| 14 de mayo de 2011                               | Jardín Botánico de Berlín, Alemania                                                         |
| Mayo de 2011                                     | Royal Botanical Garden Edinburgh, Edimburgo, Escocia                                        |
| 12 de marzo de 2012                              | Jardín Botánico Doña Falla, Xalapa, Veracruz, México                                        |
| 22 de marzo de 2012                              | Jardín Botánico de Kiel, Kiel, Alemania                                                     |
| 15 de julio de 2012                              | Jardín Botánico de la Universidad de Bonn, Bonn, Alemania                                   |
| 26 de julio de 2015                              | Jardín Botánico Jindaiji, Tokio, Japón                                                      |
| 19 de noviembre de 2012                          | Jardín Botánico de la Universidad de Basilea, Basilea, Suiza                                |
| 25 de diciembre de 2012                          | Instituto de Arte Contemporáneo y Jardín Botánico Inhotim, Brumadinho, Minas Gerais, Brasil |
| 29 de diciembre de 2015                          | Jardín Botánico de Mt Lofty, Adelaida, Australia                                            |
| 26 de abril de 2016                              | Jardín Botánico de Chicago, Illinois, Estados Unidos                                        |
| 29 de julio de 2016                              | Jardín Botánico de Nueva York, Nueva York, Estados Unidos                                   |
| 15 de marzo de 2017                              | Orquidiario de Estepona, Málaga, España                                                     |

## Taxonomía
Amorphophallus titanum fue descrita por (Becc.) Becc. ex Arcang y publicado en Bullettino della Societá Toscana di Orticultura 1879: 46. 1879.

### Etimología
Amorphophallus: nombre genérico que deriva de las palabras griegas: amorphos y phallos, que significa pene deforme.
titanum: epíteto

### Sinonimia
- Conophallus titanum Becc., Bull. Soc. Tosc. Ortic. 3: 271 (1878).
- Amorphophallus selebicus Nakai, Bull. Tokyo Sci. Mus. 22: 1 (1948).[11]